# Cophixalus infacetus
Cophixalus infacetus (Inelegant Frog) es una especie de anfibio anuro del género Cophixalus, de la familia Microhylidae.

## Distribución geográfica
Es originaria de Australia.